# Деніс Закарія
Деніс Лемі Закаріа Лако Ладо (фр. Denis Lemi Zakaria Lako Lado, нар. 20 листопада 1996, Кіншаса, Заїр) — швейцарський футболіст конголійського походження, півзахисник клубу «Монако» та національної збірної Швейцарії.

## Клубна кар'єра
Народився 20 листопада 1996 року в місті Кіншаса. Вихованець футбольної школи клубу «Серветт». Дорослу футбольну кар'єру розпочав 2014 року в основній команді того ж клубу, в якій провів один сезон, взявши участь лише у 6 матчах чемпіонату, в яких двічі відзначився забитими голами.
До складу клубу «Янг Бойз» приєднався 2015 року. 18 липня 2015 року відбувся його дебют за новий клуб в матчі першості країни проти «Цюриха». У сезоні 2015/16 Денис міцно застовпив місце в основному складі бернського колективу. Всього за два сезони встиг відіграти за бернську команду 50 матчів в національному чемпіонаті, забивши 2 голи.
У червні 2017 року Закарія підписав п'ятирічний контракт з «Борусією» (Менхенгладбах), де мав замінити Махмуда Дауда, який покинув клуб. За гравця швейцарській команді було заплачено 10 млн. євро. Відіграв у Німеччині чотири з половиною сезони, протягом яких здебільшого був основним гравцем «Борусії».
31 січня 2022 року за 8,6 мільйонів євро перейшов до італійського «Ювентуса». У новій команді не пробився до основного складу і у вересні того ж року був відданий в оренду до англійського «Челсі».
14 серпня 2023 року за 20 мільйонів євро перейшов до «Монако», з яким уклав п'ятирічний контракт.

## Виступи за збірні
У 2014 році дебютував у складі юнацької збірної Швейцарії, взяв участь у 8 іграх на юнацькому рівні, відзначившись 2 забитими голами.
З 2015 року залучається до складу молодіжної збірної Швейцарії. На молодіжному рівні зіграв у 5 офіційних матчах.
У 2016 році дебютував в офіційних матчах у складі національної збірної Швейцарії. У травні того ж року був включений до заявки національної команди для участі у фінальній частині чемпіонату Європи у Франції, проте в іграх континентальної першості участі не брав.
2018 року був включений до заявки збірної для участі у тогорічному чемпіонаті світу в Росії, дебютував на турнірі у першій же грі групового етапу, вийшовши на заміну за 20 хвилин до її завершення.
| Дата       | Місто            | Господарі         | Результат               | Гості             | Турнір                                 | Голи | Примітки  |
| ---------- | ---------------- | ----------------- | ----------------------- | ----------------- | -------------------------------------- | ---- | --------- |
| 28-5-2016  | Женева           | Швейцарія         | 1 – 2                   | Бельгія           | товариський матч                       | -    | 78'       |
| 3-6-2016   | Лугано           | Швейцарія         | 2 – 1                   | Молдова           | товариський матч                       | -    | 79'       |
| 10-10-2016 | Андорра-ла-Велья | Андорра           | 1 – 2                   | Швейцарія         | Відбір до ЧС 2018                      | -    | 66'       |
| 31-8-2017  | Санкт-Галлен     | Швейцарія         | 3 – 0                   | Андорра           | Відбір до ЧС 2018                      | -    | 66'       |
| 3-9-2017   | Рига             | Латвія            | 0 – 3                   | Швейцарія         | Відбір до ЧС 2018                      | -    | 77'       |
| 31-8-2017  | Базель           | Швейцарія         | 5 – 2                   | Угорщина          | Відбір до ЧС 2018                      | -    | 73'       |
| 10-10-2017 | Лісабон          | Португалія        | 2 – 0                   | Швейцарія         | Відбір до ЧС 2018                      | -    | 46' 69'   |
| 9-11-2017  | Белфаст          | Північна Ірландія | 0 – 1                   | Швейцарія         | Відбір до ЧС 2018                      | -    |           |
| 12-11-2017 | Базель           | Швейцарія         | 0 – 0                   | Північна Ірландія | Відбір до ЧС 2018                      | -    |           |
| 3-6-2018   | Вілярреаль       | Іспанія           | 1 – 1                   | Швейцарія         | товариський матч                       | -    |           |
| 17-6-2018  | Ростов-на-Дону   | Бразилія          | 1 – 1                   | Швейцарія         | ЧС 2018 - 1-й етап                     | -    | 71'       |
| 27-6-2018  | Нижній Новгород  | Швейцарія         | 2 – 2                   | Коста-Рика        | ЧС 2018 - 1-й етап                     | -    | 60' 75'   |
| 8-9-2018   | Санкт-Галлен     | Швейцарія         | 6 – 0                   | Ісландія          | Ліга націй УЄФА 2018—2019 - 1-й етап   | 1    |           |
| 11-9-2018  | Лестер           | Англія            | 1 – 0                   | Швейцарія         | товариський матч                       | -    | 66'       |
| 12-10-2018 | Брюссель         | Бельгія           | 2 – 1                   | Швейцарія         | Ліга націй УЄФА 2018—2019 - 1-й етап   | -    | 83'       |
| 15-10-2018 | Рейк'явік        | Ісландія          | 1 – 2                   | Швейцарія         | Ліга націй УЄФА 2018—2019 - 1-й етап   | -    | 49'       |
| 14-11-2018 | Лугано           | Швейцарія         | 0 – 1                   | Катар             | товариський матч                       | -    | 46'       |
| 18-11-2018 | Люцерн           | Швейцарія         | 5 – 2                   | Бельгія           | Ліга націй УЄФА 2018—2019 - 1-й етап   | -    | 79'       |
| 23-3-2019  | Тбілісі          | Грузія            | 0 – 2                   | Швейцарія         | Відбір до ЧЄ 2020                      | 1    |           |
| 26-3-2019  | Базель           | Швейцарія         | 3 – 3                   | Данія             | Відбір до ЧЄ 2020                      | -    | 59'       |
| 5-6-2019   | Порту            | Португалія        | 3 – 1                   | Швейцарія         | Ліга націй УЄФА 2018—2019 - півфінал   | -    | 71'       |
| 9-6-2019   | Гімарайнш        | Швейцарія         | 0 – 0 д.ч. (5 – 6 п.п.) | Англія            | Ліга націй УЄФА 2018—2019 - 3-тє місце | -    | 61'       |
| 5-9-2019   | Дублін           | Ірландія          | 1 – 1                   | Швейцарія         | Відбір до ЧЄ 2020                      | -    |           |
| 8-9-2019   | Сьйон            | Швейцарія         | 4 – 0                   | Велика Британія   | Відбір до ЧЄ 2020                      | 1    |           |
| 12-10-2019 | Копенгаген       | Данія             | 1 – 0                   | Швейцарія         | Відбір до ЧЄ 2020                      | -    | 36'       |
| 15-10-2019 | Лансі            | Швейцарія         | 2 – 0                   | Ірландія          | Відбір до ЧЄ 2020                      | -    |           |
| 15-11-2019 | Санкт-Галлен     | Швейцарія         | 1 – 0                   | Грузія            | Відбір до ЧЄ 2020                      | -    |           |
| 18-11-2019 | Гібралтар        | Велика Британія   | 1 – 6                   | Швейцарія         | Відбір до ЧЄ 2020                      | -    | 60'       |
| 25-3-2021  | Софія            | Болгарія          | 1 – 3                   | Швейцарія         | Відбір до ЧС 2022                      | -    | 75'       |
| 28-3-2021  | Санкт-Галлен     | Швейцарія         | 1 – 0                   | Литва             | Відбір до ЧС 2022                      | -    | 66'       |
| 31-3-2021  | Санкт-Галлен     | Швейцарія         | 3 – 2                   | Фінляндія         | товариський матч                       | -    | 55'       |
| 30-5-2021  | Санкт-Галлен     | Швейцарія         | 2 – 1                   | США               | товариський матч                       | -    |           |
| 12-6-2021  | Баку             | Уельс             | 1 – 1                   | Швейцарія         | ЧЄ 2020 - 1-й етап                     | -    | 66'       |
| 2-7-2021   | Санкт-Петербург  | Швейцарія         | 1 – 1 д.ч. (1 – 3 п.п.) | Іспанія           | ЧЄ 2020 - чвертьфінал                  | -    | 101'      |
| 1-9-2021   | Базель           | Швейцарія         | 2 – 1                   | Греція            | товариський матч                       | -    |           |
| 5-9-2021   | Базель           | Швейцарія         | 0 – 0                   | Італія            | Відбір до ЧС 2022                      | -    | 63'       |
| 8-9-2021   | Белфаст          | Північна Ірландія | 0 – 0                   | Швейцарія         | Відбір до ЧС 2022                      | -    | 53' 86'   |
| 9-10-2021  | Лансі            | Швейцарія         | 2 – 0                   | Північна Ірландія | Відбір до ЧС 2022                      | -    | 90'       |
| 12-11-2021 | Рим              | Італія            | 1 – 1                   | Швейцарія         | Відбір до ЧС 2022                      | -    |           |
| 15-11-2021 | Люцерн           | Швейцарія         | 4 – 0                   | Болгарія          | Відбір до ЧС 2022                      | -    |           |
| 24-9-2022  | Сарагоса         | Іспанія           | 1 – 2                   | Швейцарія         | Ліга націй УЄФА 2022-2023 - 1-й етап   | -    | 68'       |
| 27-9-2022  | Санкт-Галлен     | Швейцарія         | 2 – 1                   | Чехія             | Ліга націй УЄФА 2022-2023 - 1-й етап   | -    | 79' 90+3' |
| 17-11-2022 | Абу-Дабі         | Гана              | 2 – 0                   | Швейцарія         | товариський матч                       | -    |           |
| 2-12-2022  | Доха             | Сербія            | 2 – 3                   | Швейцарія         | ЧС 2022 - 1-й етап                     | -    | 69'       |
| 6-12-2022  | Лусаїл           | Португалія        | 6 – 1                   | Швейцарія         | ЧС 2022 - 1/8 фіналу                   | -    | 54'       |
| 25-3-2023  | Новий Сад        | Білорусь          | 0 – 5                   | Швейцарія         | Відбір до ЧЄ 2024                      | -    |           |
| 28-3-2023  | Лансі            | Швейцарія         | 3 – 0                   | Ізраїль           | Відбір до ЧЄ 2024                      | -    | 74'       |
| 16-6-2023  | Андорра-ла-Велья | Андорра           | 1 – 2                   | Швейцарія         | Відбір до ЧЄ 2024                      | -    | 74'       |
| 19-6-2023  | Люцерн           | Швейцарія         | 2 – 2                   | Румунія           | Відбір до ЧЄ 2024                      | -    | 75'       |
| Усього     |                  | Матчів            | 49                      |                   | Голів                                  | 3    |           |